# Antonio Maria Grasselli
Antonio Maria Grasselli OFMConv (ur. 5 stycznia 1827 w Dolo, zm. 1 lutego 1919) – włoski duchowny katolicki, arcybiskup, biskup diecezjalny Viterbo w latach 1899–1913.

## Życiorys
Święcenia kapłańskie otrzymał 22 września 1849.
14 kwietnia 1874 papież Pius IX mianował go biskupem tytularnym Trapezopolis. 17 maja 1874 z rąk kardynała Alessandra Franchiego przyjął sakrę biskupią. 22 grudnia 1874 został mianowany arcybiskupem tytularnym Colossae. 19 czerwca 1899 papież Leon XIII mianował go biskupem diecezjalnym Viterbo. 30 grudnia 1913 ze względu na wiek złożył rezygnację z zajmowanej funkcji i został wyznaczony na biskupa tytularnego Larisy.
Zmarł 1 lutego 1919.